# جنگ مالی
از ۱۶ ژانویه ۲۰۱۲، تعدادی از گروه‌های شورشی برای استقلال یا خودمختاری بیشتر در شمال مالی، در منطقه‌ای با نام ازواد، وارد درگیری با دولت مالی شدند. جنبش ملی آزادی برای ازواد، گروهی که برای تشکیل کشوری مستقل برای قوم طوارق شکل گرفته بود، تا آوریل ۲۰۱۲، آن منطقه را تحت کنترل خود درآورد.
در ۲۲ مارس ۲۰۱۲، رئیس‌جمهور مالی آمادو تومانی توره، یک ماه پیش از انتخابات جدید، به دلیل عدم موفقیت در کنترل درگیری‌ها، با یک کودتا سرنگون شد. سربازان موتینیرز (mutineers) که خود را کمیته بازسازی دموکراسی و دولت نامیدند، قدرت را در دست گرفته و قانون اساسی مالی را به تعلیق درآوردند. به دلیل بی‌ثباتی پس از کودتا، ۳ عدد از بزرگ‌ترین شهرهای شمالی مالی -- کیدال، گائو و تیمبوکتو—در سه روز پیاپی توسط شورشیان تاراج شد. در ۵ آوریل ۲۰۱۲ پس از اشغال دونتزا، جبهه ملی آزادی برای ازواد اعلام نمود که به اهدافش رسیده است و دست از حملات نظامی برداشت. روز پس از آن دولت مستقل ازواد استقلال خود از مالی را اعلام نمود.
این گروه در ابتدا توسط گروه اسلام‌گرای انصار الدین حمایت شد. پس از آنکه ارتش مالی از ازواد رانده شد، گروه انصار الدین شروع به اجرای احکام اسلامی در آن منطقه نمود. این گروه‌ها در ابتدا سعی نمودند راهی برای آشتی در کشور جدید پیدا کنند. اما با نیافتن راه‌حل، از آن زمان جنبش ملی آزادی برای ازواد در حال نبرد با گروه انصار الدین و گروه اسلام‌گرای دیگری با نام جنبش توحید و جهاد در غرب آفریقا و گروه انشعابی القاعده در مغرب اسلامی است. در ۱۷ ژوئیه ۲۰۱۲ جنبش ملی آزادی برای ازواد، تمام کنترل خود بر شهرهای شمالی را از دست داد و کنترل آنها به دست گروه‌های اسلام‌گرا افتاد.
در ۱۱ ژانویه ۲۰۱۳، رئیس‌جمهور فرانسه، فرانسوا اولاند گفت که درخواستی رسمی از سوی دولت مالی برای کمک دریافت نموده است و به همین دلیل «ما با درخواست دولت مالی برای پشتیبانی آنها موافقت می‌کنیم».